# Melhania latibracteolata
Melhania latibracteolata är en malvaväxtart som beskrevs av Laurence J. Dorr. Melhania latibracteolata ingår i släktet Melhania och familjen malvaväxter. Inga underarter finns listade i Catalogue of Life.